# Собэк
Собэ́к или Собэкса́н (кор. 소백산맥, 小白山脈, Sobaek Sanmaek, Sopaek Sanmaek) — горный хребет в Южной Корее, юго-западная ветвь Восточно-Корейских гор. Является главным водоразделом Южной Кореи.
Протяжённость хребта составляет около 300 км, максимальная высота — 1594 м. С юга к хребту примыкает массив Чирисан (1915 м). Собэк сложен преимущественно гранитами, гнейсами, кварцитами. Имеет острые гребни и крутые склоны. На хребте расположены месторождения золота (Кимчхон) и молибдена (Чансу). На склонах произрастают широколиственные (дуб, ясень) и смешанные (с примесью ели, сосны) леса; в южной части — вечнозелёные леса.